# Let the Good Times Roll
Singles de Louis Jordan and his Timpany Five
Ain't That Just Like A Woman (They'll Do It Every Time)
(1946) Boogie Woogie Blue Plate
(1947)
Let the Good Times Roll est une chanson de jump blues enregistrée en 1946 par Louis Jordan and his Timpany Five. Blues à 12 mesures interprétée mid-tempo, la chanson est devenue un standard de blues et de l'une des chansons les plus connues de Louis Jordan.

## Chanson originale
Let the Good Times Roll est « une invitation entraînante de Louis Jordan à faire la fête » :
Hey everybody, let's have some fun
You only live but once, and when you're dead you're done
So let the good times roll, let the good times roll
Don't care if you're young or old, get together let the good times roll
La chanson est écrite par Sam Theard (en), chanteur et auteur-compositeur de blues né à la Nouvelle-Orléans, et co-créditée à Fleecie Moore, la femme de Jordan, qui n'a pourtant jamais écrit une chanson de sa vie (mais son nom est parfois substitué à celui de son mari afin de contourner un embarrassant contrat d'édition ; cette stratégie se retournera contre Louis quand Fleecie et lui divorceront et qu'elle gardera les droits d'auteurs des chansons qui lui avait été attribuées). En 1947, Jordan and his Timpany Five interprètent la chanson dans le film Reet, Petite, and Gone, bien que ce soit un enregistrement studio plutôt que d'une performance live qui est utilisée dans la bande originale.

## Classements et reconnaissance
Let the Good Times Roll atteint le numéro 2 dans les charts Rhythm & Blues du magazine Billboard en 1947. De son côté, la face B, Ain't Nobody Here but Us Chickens, est le meilleur numéro 1 de 1947 — les deux chansons restent près de six mois dans le classement. En 2009, la chanson est récompensée d'un Grammy Hall of Fame Award et est intronisée au panthéon de la Blues Foundation Hall of Fame en 2013 dans la catégorie « Enregistrement classique de Blues — Single ou Album ».

## Autres versions
De nombreux artistes ont interprété Let the Good Times Roll et beaucoup l'ont enregistré, parmi lesquels :
- Ray Charles (1959, The Genius of Ray Charles)
- Rufus Thomas (1970)
- Muddy Waters (1975)
- Jerry Lee Lewis (1975)
- Clifton Chenier and His Red Hot Louisiana Band (1982, Live at the San Francisco Blues Festival)
- Fishbone (1994), pour la bande originale du film The Mask.
- Quincy Jones avec Stevie Wonder, Bono, et Ray Charles (1995, Q's Jook Joint)
- Johnny Winter
- Stevie Ray Vaughan (1985)

B. B. King a enregistré plusieurs versions studio et live, notamment avec Bobby Bland, Zucchero, Tony Bennett, et avec Buddy Guy, Albert Collins, Jeff Beck et Eric Clapton au Apollo Theater Hall Of Fame en 1993.
La chanson figure également dans le film Les Blues Brothers en 1980, et dans Five Guys Named Moe, la comédie musicale sur Louis Jordan en 1992.